# Love Galore
«Love Galore» (en español: «Amor en Abundancia») es una canción de la cantante estadounidense SZA, con la voz del rapero y cantante estadounidense Travis Scott. Fue lanzado el 28 de abril de 2017, como el segundo sencillo (primer sencillo de radio) del álbum de estudio debut de SZA, Ctrl (2017). La canción fue escrita por los dos artistas junto con los productores ThankGod4Cody, Carter Lang y el presidente de Top Dawg Entertainment, Terrence "Punch" Henderson.
«Love Galore» recibió aclamación de los críticos y una nominación al Grammy en la 60ª Entrega Anual de los Premios Grammy a la mejor colaboración rap/cantada.

## Antecedentes y lanzamiento
SZA estrenó "Love Galore" durante una presentación en Jimmy Kimmel Live! en enero de 2017. La versión de estudio de la canción se estrenó a través de la cuenta de SoundCloud de SZA el 27 de abril de 2017, y al día siguiente se lanzó para su descarga digital en iTunes como sencillo. Es el segundo sencillo del álbum de SZA, Ctrl, que fue lanzado el 9 de junio de 2017.

Mientras hablaba de Travis Scott en una entrevista con Genius, SZA dijo;
"Definitivamente soy un gran admirador de Travis. Creo que fusiona esa línea superfina entre melodía y síncopa y bolsillo. Y amo sus bolsillos, y amo su elección de notas. Es simplemente retorcido. Es perfecto".

## Presentaciones en vivo
Para promover aún más el sencillo después de una mayor reproducción en la radio rítmica y urbana, SZA interpretó la canción en The Tonight Show con Jimmy Fallon el 20 de julio de 2017. También interpretó la canción en los premios BET 2017 y en Saturday Night Live.

## Video musical
El video musical de la canción, dirigido por Nabil, se estrenó el 27 de abril de 2017. Se subió al canal Vevo de SZA el 28 de abril de 2017. 

## Personal
Créditos adaptados de Tidal.
- SZA - voz, composición
- Travis Scott - voz, composición
- Carter Lang - producción, composición
- ThankGod4Cody - producción, composición
- Terrence Henderson - composición
- Chris Classick - ingeniería
- Tristan Bott - asistente de ingeniería
- Derek "MixedByAli" Ali - mezcla
- Blake Harden - grabación

## Posicionamiento en listas
| Listas (2017)                          | Mejor posición |
| -------------------------------------- | -------------- |
| Canadá (Canadian Hot 100)              | 84             |
| Estados Unidos (Billboard Hot 100)     | 32             |
| Estados Unidos (Hot R&B/Hip-Hop Songs) | 12             |
| Estados Unidos (Rhythmic)              | 3              |

| Lista (2017)                                     | Posición |
| ------------------------------------------------ | -------- |
| Estados Unidos (Billboard Hot 100)               | 80       |
| Estados Unidos (Billboard Hot R&B/Hip-Hop Songs) | 39       |
| Estados Unidos (Billboard Rhythmic)              | 27       |
| Lista (2019)                                     | Posición |
| Portugal (AFP)                                   | 1707     |

## Historial de lanzamiento
| País           | Fecha               | Formato                    | Versión        | Etiqueta |
| -------------- | ------------------- | -------------------------- | -------------- | -------- |
| Estados Unidos | 28 de abril de 2017 | Descarga digital           | Top Dawg y RCA |          |
| Estados Unidos | 1 de agosto de 2017 | Radio urbana contemporánea | Top Dawg y RCA | [ 16 ]   |